# Eumecurus dillaca
Eumecurus dillaca är en insektsart som beskrevs av Dlabola 1985. Eumecurus dillaca ingår i släktet Eumecurus och familjen kilstritar. Inga underarter finns listade i Catalogue of Life.